# أنثى بيضاء عازبة
أنثى بيضاء عازبة (بالإنجليزية: Single White Female) هو فيلم إثارة نفسي من إخراج جون لوتز وبطولة بريجيت فوندا، جينيفر جيسون لي، ستيفن ويبر وبيتر فريدمان، صدر الفيلم في 14 أغسطس 1992. تدور أحداثه حول أليسون جونز (فوندا)، المنفصلة مؤخرًا، والتي تبدأ بتأجير شقة لهيدرا كارلسون (لي). بعد أن تتصالح مع حبيبها السابق، تبدأ بملاحظة سلوكيات غريبة لدى المستأجرة.
رغم نجاحه في شباك التذاكر، محققًا إيرادات إجمالية بلغت 84.1 مليون دولار أمريكي مقابل ميزانية إنتاج بلغت 16 مليون دولار أمريكي، إلا أن الفيلم تلقى آراءً متباينة من النقاد، على الرغم من الإشادة على أداء فوندا ولي. كما حقق نجاحًا في سوق الفيديو المنزلي، حيث احتل المركز العاشر بين أفضل أفلام الفيديو المستأجرة لعام 1993. عُرض الفيلم خلال "العصر الذهبي" لأفلام الإثارة، وأصبح معيارًا ثقافيًا لأفلام الإثارة اللاحقة، وفي السنوات اللاحقة أصبح فيلم كالت.

## روابط خارجية
- أنثى بيضاء عازبة على موقع IMDb (الإنجليزية)
- أنثى بيضاء عازبة على موقع ميتاكريتيك (الإنجليزية)
- أنثى بيضاء عازبة على موقع روتن توميتوز (الإنجليزية)
- أنثى بيضاء عازبة على موقع نتفليكس (الإنجليزية)
- أنثى بيضاء عازبة على موقع ألو سيني (الفرنسية)
- أنثى بيضاء عازبة على موقع Turner Classic Movies (الإنجليزية)
- أنثى بيضاء عازبة على موقع أول موفي (الإنجليزية)
- أنثى بيضاء عازبة على موقع بوكس أوفيس موجو (الإنجليزية)
- أنثى بيضاء عازبة على موقع فيلمافينيتي (الإسبانية)
- أنثى بيضاء عازبة على موقع قاعدة بيانات الأفلام السويدية (السويدية)

لا توجد روابط لمواقع التواصل الاجتماعي.